# Juan Cañellas y Tomás
Juan Cañellas y Tomás (Tarragona, 31 de octubre de 1849 - Madrid, 11 de enero de 1927) fue un abogado y político de Cataluña, España, hijo del empresario vitícola Rafael Cañellas y Gallisá. Continuó con los negocios de su padre y fue miembro del Partido Liberal, con el que fue elegido diputado al Congreso por el distrito electoral de El Vendrell y por el de Tarragona en las elecciones generales de 1881, 1886, 1893, 1896, 1898, 1899, 1901 y 1905. Desde 1896 tuvo problemas con sus acreedores, por lo que los tribunales intervinieron parte de sus bienes en 1899. Sin embargo, fue nombrado senador por Tarragona en 1905.